# Mick Fowler
Mick Fowler (* 1956 Londýn) je anglický horolezec. K horolezectví se dostal poté, co uviděl lezce na skalách při výstupu na kopec s otcem. V roce 2003 získal spolu s Paulem Ramsdenem cenu Zlatý cepín za novou cestu na severní stěně hory Siguniang. Spolu s ním vylezl na řadu dalších hor, a to včetně prvovýstupů. V roce 2015 jako vůbec první vystoupili na vrchol Gave Ding (6400 m n. m.) Dále vystoupil například na vrcholy hor Taulliraju (5830 m n. m.), Kilimandžáro (5895 m n. m.), Mount Kennedy (4250–4300 m n. m.) a Taboche (6495 m n. m.). Také vylezl na několik mořských útesů.